# Lisa Rinna
Lisa Deanna Rinna (Medford (Oregon), 11 juli 1963) is een Amerikaans actrice.
Rinna brak door in 1993, toen ze de rol van Billie Reed kreeg in de soapserie Days of our Lives. Ook was ze van 1996 tot en met 1998 te zien in Melrose Place. Hierna was ze voornamelijk actief als presentatrice. Ze werkte regelmatig bij talkshows die soapseries bespraken.
Ze presenteerde het programma Merge (of "Twee stijlen, één huis"), dat werd uitgezonden op Vitaya
In 1997 trouwde ze met Harry Hamlin. Samen hebben ze twee kinderen. Ze veroorzaakte ophef toen ze in een editie van de Playboy verscheen toen ze al zes maanden zwanger was. In september 2008 werd onthuld dat er wellicht een spin-off van Melrose Place zal komen. Rinna is de eerste actrice om aan te kondigen dat ze er graag aan wil meewerken.
Lisa 'Lips' Rinna is bekend om haar volle lippen, die ze nog verder heeft laten behandelen met fillers. Veel mensen vonden haar nadien er erg onnatuurlijk uitzien waardoor ze vaak wordt opgevoerd als een voorbeeld van een teveel aan plastisch chirurgische ingrepen.
- Biblioteca Nacional de España: XX5671814
- Bibliothèque nationale de France: cb14220764n (data)
- International Standard Name Identifier: 0000 0000 0299 2155
- Library of Congress Control Number: n2009010383
- Virtual International Authority File: 19892442
- WorldCat: E39PBJkHmHmb36gQMPdWvTdfbd